# کارل اوگه پرست
کارل اوگه پرست (دانمارکی: Karl Aage Præst; ۲۶ فوریهٔ ۱۹۲۲ – ۱۹ نوامبر ۲۰۱۱) بازیکن فوتبال اهل دانمارک بود.
از باشگاه‌هایی که در آن بازی کرده‌است می‌توان به باشگاه ورزشی لاتزیو و باشگاه فوتبال یوونتوس اشاره کرد.
وی همچنین در تیم ملی فوتبال دانمارک بازی کرده‌است.